# 韓国通貨危機
韓国通貨危機（かんこくつうかきき）は、世界金融危機 (2007年-2010年)が発端となって、2008年から2009年にかけて大韓民国の通貨大韓民国ウォン（以下ウォン）の価値が大幅に下落したことに伴う通貨危機。
なお、本件と同様に韓国で大きな通貨危機と混乱をもたらした、1997年に起きた通貨危機はIMFによる韓国救済を参照。

## 経緯

### KDBによるリーマン株取得提案の放棄
2008年9月、その前年より燻り続けていたアメリカ合衆国（以下アメリカ）のサブプライムローン問題が表面化し、9月3日に韓国政府筋の韓国産業銀行（KDB）が、リーマン株のうち25%に当たる株式を5 - 6兆ウォン（約5,200 - 6,300億円）で取得すると公表していた。しかし9月10日になって一転、KDBは出資協議を打ち切った。
これに伴いリーマン株の売りが増大し、45%安を記録した。そして最終的に、リーマンブラザーズは同年9月15日に連邦倒産法第11章（日本の民事再生法に相当）の適用を連邦裁判所に申請し破綻した。総額は6,130億USドル（以下ドル。当時の為替レートで約64兆5000億円）と米国史上最大の倒産となった。その余波でAIGなどの金融機関が急激に経営危機に陥った。

### ドル不足と韓国の国際収支
それに伴い、金融市場がクレジットクランチ（信用収縮）に見舞われると市場でドルの流通が滞り、インターバンク市場ではドル不足を招いた。
その結果、最もドル不足の影響を受けたのが韓国の通貨、ウォンであった。
この理由として、韓国の国際収支（資本収支・経常収支）が2006年頃より悪化しており、特に資本収支における短期対外債務の比率が急速に高くなっていたことがあげられる。その短期対外債務の多くが償還時期を迎えた2008年9月に、先述のドル不足と相まってウォン相場は急落した。
韓国は2008年に資本収支・経常収支共に赤字（外貨準備の取り崩し）となっており、金融危機による不況で外需の低下により、貿易赤字に陥っていた。

### 2008年10月のウォン下落
2008年9月、ウォンが大幅に下落するに伴い、韓国の中小企業のなかで「KIKO(ノックイン・ノックアウト)」と呼ばれるオプション取引を契約していた企業のうち、6割以上が多額の損失を被った。特に1ドルが1,200ウォンを超えた辺りからそれは社会問題化し、韓国政府はその救済に8兆3000億ウォン(5,810億円)の金融支援を行う。
韓国の金融市場における外貨の需給関係の逼迫は高まり、2008年10月12日、韓国政府は企業の海外投資の自粛などの厳しい外貨規制を敷いた。 
しかしその後もウォン相場の下落は止まらず、10月28日には終値が1ドル＝1465.9ウォンとアジア通貨危機以来の安値を記録。ウォン安はその後も進行し、一時は1ドル＝1500ウォンを超える水準まで下落した。

### ドル・ウォン通貨スワップ協定
その後、米国とのドル・ウォン通貨スワップ協定の締結、およびそれを利用した為替介入によって短期的に持ち直し、2008年末における相場は1ドル＝1,259ウォンまで回復した。

### 2009年2月のウォン下落
しかし、2008年第4四半期の韓国経済は大幅なマイナス成長となり、持ち直していた相場が再びウォン安に転じ始めた。そして、2009年2月20日には再び1ドル＝1,500ウォンを突破し、通貨スワップの限度額300億ドルのうち200億ドル以上を既に使い果たすなど、予断を許さない状況となった。
なお、通貨下落に伴い、一時のウォン高時に比べて最大50 %もレートが下落したことから、「韓国旅行がお得」などの報道がマスメディアでされるようになり、さらにレートの関係で同一製品を日本国内で購入するより安く購入できるようなり、日本国内では韓国旅行ブームが起き、日本の国内消費に減少圧力となった。

## 韓国からの日本の対応批判
日本政府は韓国に対して300億ドルの通貨スワップ協定を2008年（平成20年）12月に締結したが、アメリカは10月に、中国は12月に韓国と締結していたため、大韓民国企画財政部長官の尹増鉉は、日本メディアの取材に対し、「韓国が最も厳しい時に外貨を融通してくれたのは、アメリカ、中国、日本の中で日本が最後だ。日本は出し惜しみをしている気がする。アジア諸国が日本にふがいなさを感じるゆえんである。日本側がもう少し譲歩し、配慮すれば早く締結できるのではないか」と述べた。
なお、後日に2008年の韓国通貨危機による韓国の傷は深かったが、李明博大統領の指示を受けて駐日大韓民国大使として権哲賢が日本の政治家や政府高官などにロビー活動を展開させ、スワップ締結に難色を示していた対韓強硬派の中川昭一財務大臣（当時）に日本国内の親韓派から圧力を掛け、日韓通貨スワップ協定をようやく成立させた話が報道されている。
もっとも日本には韓国へ外貨を融通する義務があるわけではなく、韓国側からは感謝するどころか「恩着せがましい」と逆に日本を侮辱する声が政府だけで無く、マスメディア、ネット市民の声として報道され、日本側を大いに憤慨させた。朴槿恵大統領の強硬な対日政策による日韓の軋轢により、韓国側から協定の延長を依頼することが政治的に困難になったことや、中国と3,600億人民元規模の通貨スワップ協定を結んでおり、日本政府内からも特段延長すべき理由がないことから、日韓通貨スワップ協定も2015年2月23日で終了した。